# 吳醒亞

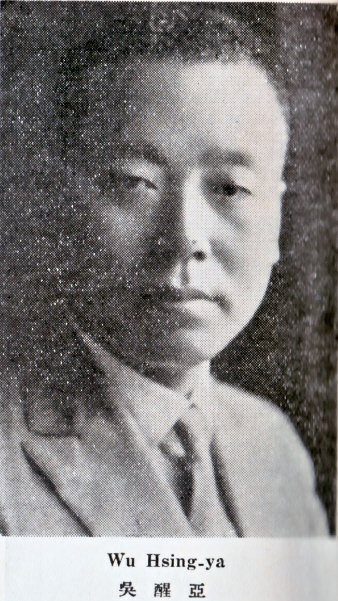
《中国名人录（第四版）》中的吴醒亚照片

吳醒亞（1892年—1936年8月）湖北省黄州府黄梅县人，中華民国政治家。

## 生平
吳醒亞早年参加中国同盟会。其後参加了孫文的護法運動、中国国民党的北伐。历任国民革命軍总司令部秘書、总政治訓練部顧問、第31軍政治訓練部主任。
1928年（民国17年）11月，被任命为安徽省政府委員。翌年5月，任安徽省民政厅厅長，一度代行安徽省政府主席职务（不久，石友三接任主席）。1930年（民国19年）2月，调任湖北省政府民政厅厅長，任至1931年（民国20年）5月。
此後，历任中国国民党上海特别市党部常務委員兼社会局局長、全国经济委員会棉业統制委員会委員。1935年（民国24年）11月，当选中国国民党第五届中央執行委員兼組織部委員。
1936年（民国27年）8月，吳醒亞逝世。享年45岁。